# Magonismo
Magonismo é um termo utilizado por historiadores para identificar uma corrente anarquista de pensamento e ação precursora da Revolução Mexicana (1910), em seu tempo representada pelo não-eleitoral Partido Liberal Mexicano (PLM) fortemente influenciado pelas ideias anarquistas dos irmãos Enrique e Ricardo Flores Magón, junto com outros colaboradores do periódico Regeneración como Práxedis G. Guerrero e Librado Rivera. Os magonistas como força revolucionária aspiraram abolir o poder, e nunca a exercê-lo; seu objetivo era a autoemancipação e o autogoverno.

## Magonismo e anarquismo

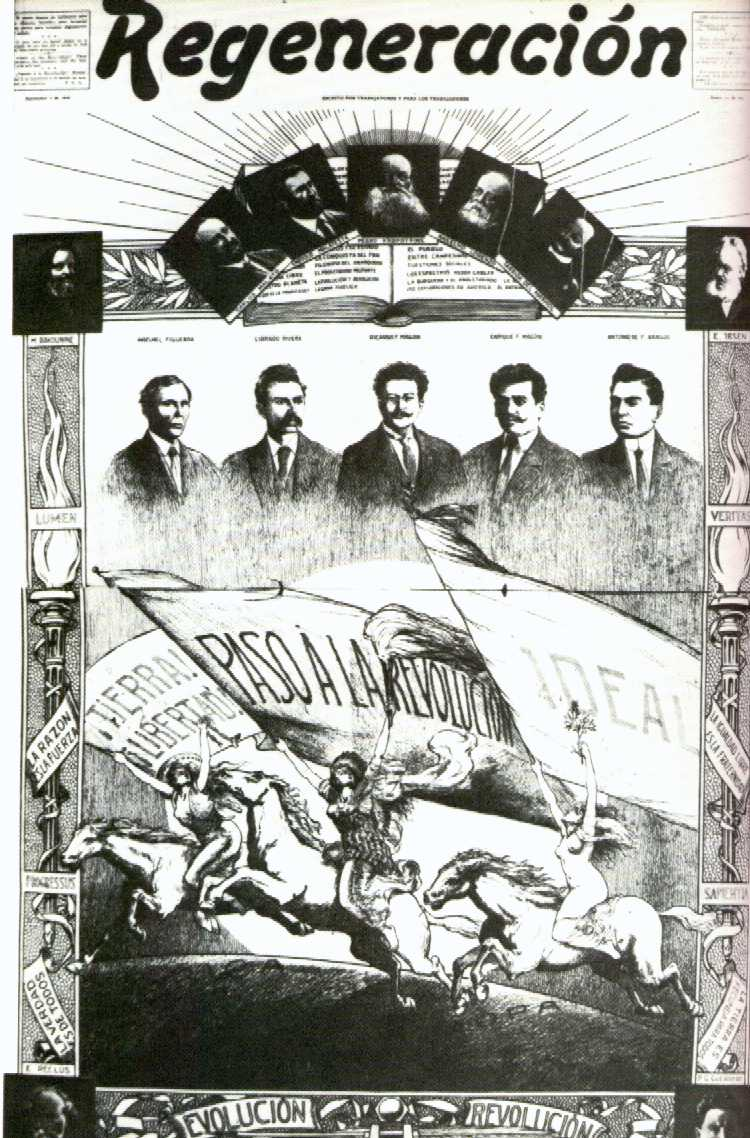
Capa do periódico Regeneración

O governo mexicano e a imprensa desde o início do século XX vêm chamando de "magonistas" quaisquer pessoas e grupos que compartilhem das ideias dos irmãos Flores Magón que inspiraram a derrubada do regime ditatorial de Porfirio Díaz por uma revolução não só política mas também econômica no princípio deste mesmo século. O combate à tirania levado a cabo pelos Flores Magón contrariava o discurso oficial da "Paz Porfiriana" pela qual os incorfomados foram qualificados como revoltosos magonistas buscando isolá-los de toda a base social e conservar a imagem de paz e progresso imposta à força.
Tanto os Flores Magón, como os demais integrantes do PLM recusaram-se a empregar o termo magonista para se referirem aos movimento libertário pelo qual trabalhavam, pois consideravam que lutavam por um ideal e não por levar ao poder um líder ou uma oligarquia, preferiam ser chamados de "liberales" já que estavam organizados no Partido Liberal Mexicano e mais tarde "anarquistas"; o próprio Ricardo Flores Magón afirmava: "Nós, os membros do Partido Liberal não somos magonistas, somos anarquistas!", em sua obra literária Verdugos y Víctimas, um dos personagens responde indignado quando é preso e julgado "Não sou magonista, sou anarquista. Um anarquista não tem ídolos".
O pensamento magonista foi influenciado por filósofos anarquistas como Mikail Bakunin e Pierre-Joseph Proudhon e outros como Élisée Reclus, Carlos Malato, Errico Malatesta, Anselmo Lorenzo, Emma Goldman, Fernando Tarrida del Mármol e Max Stirner. Também conheceram à obra de Marx, Máximo Gorki e Henrik Ibsen. No entanto, é possível afirmar que foram os trabalhos de Piotr Kropotkin, "A conquista do pão" e "A ajuda mútua" os que mais influenciaram o magonismo, em grande medida tais obras tiveram grande peso na tradição libertária mexicana do século XIX em conjunto com a autonomia e comunalidade dos povos indígenas.

## Magonismo e movimento indígena
O povos indígenas, que desde a conquista têm buscado preservar a prática da democracia direta, a tomada de decisões em assembleias, a rotação de cargos administrativos, a defesa da propriedade comunal e o apoio mútuo, assim como o manejo comunitário e racional deos recursos naturais, partilham dos princípios anarquistas que defendiam os magonistas.
A influência direca do pensamento indígena no magonismo é em grande parte resultado da influência de Teodoro Flores, indígena nahua sobre seus filhos, os irmãos Flores Magón, assim como a convivência de outros integrantes do Partido Liberal Mexicano com grupos indígenas durante o período de organização e insurreção entre os anos 1905 e 1910, entre estes estão os povos popolucas em Veracruz, os yaquis e mayos em Sonora ou os cucapás da Baixa Califórnia. Fernando Palomares, um indígena mayo, foi um dos membros mais ativos do Partido Liberal que participou da Greve de Cananea e da campanha libertária em Mexicali e Tijuana.

## Reivindicação do magonismo

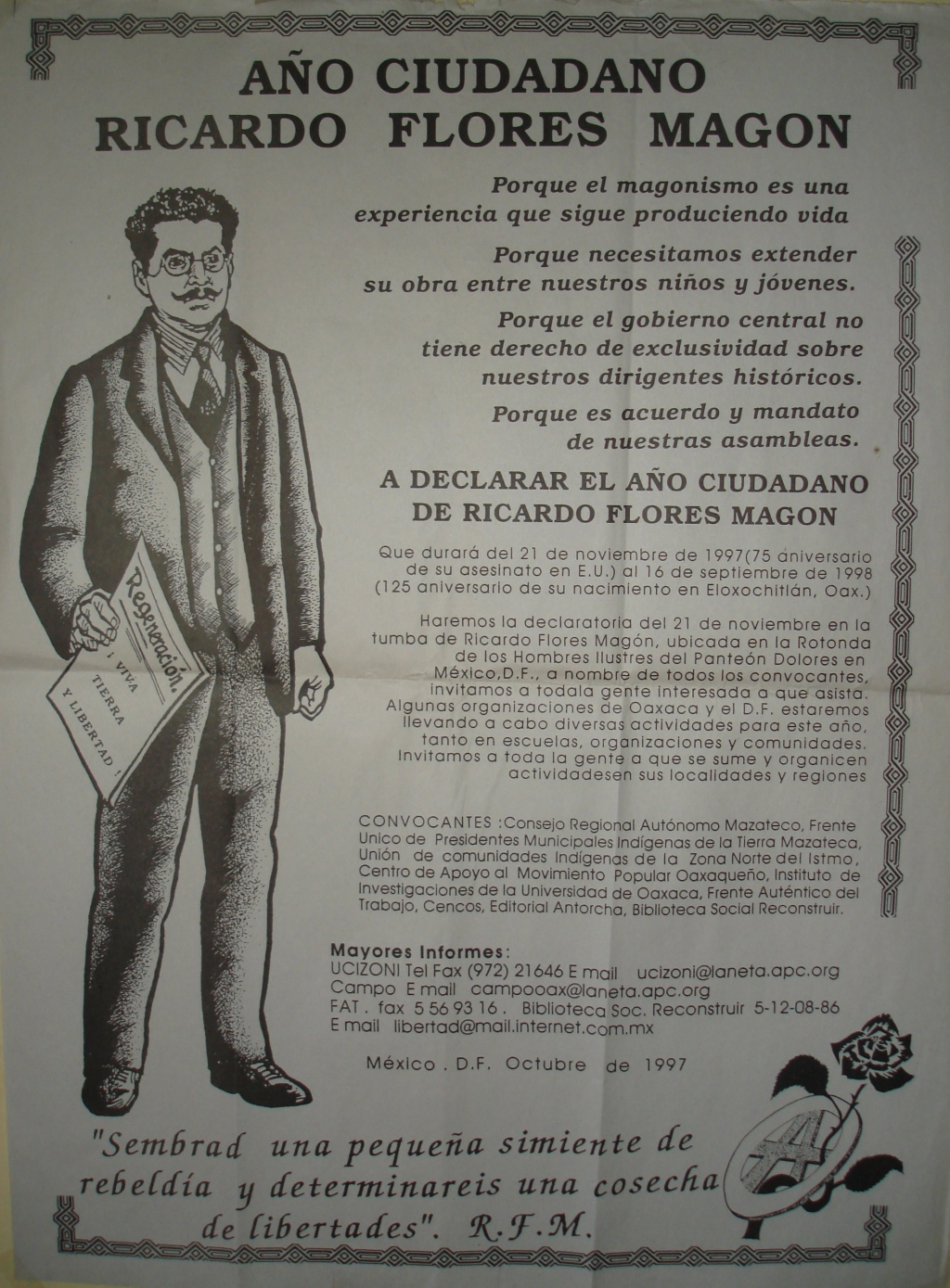
Cartaz do ano cidadão "Ricardo Flores Magón", 1997.

Depois da Revolução e da morte de Ricardo Flores Magón em 1922, teve início uma retomada do pensamento magonista, principalmente por sindicalistas no México e nos Estados Unidos. No México pós-revolucionario a figura dos Flores Magón foi rememorada pelos goviernos considerando-os como precursores da Revolução. Tanto a insurreição de 1910 como os direitos sociais consagrados na Constituição de 1917 se deviam em grande medida aos magonistas, que desde 1906 pegaram em armas e redigiram o programa econômico e social. Ainda que as demandas que deram origem a Revolução tivessem respostas na Constituição e nos discursos dos governos revolucionários, não houve mudanças significativas nas condições de vida de camponeses e indígenas, as populações mais desprotegidas. Além disso os magonistas consideravam que não lutavam para mudar os administradores do Estado, mas sim para abolí-los. Por esta razão os magonistas que sobreviveram seguiram difundindo propaganda anarquista, Librado Rivera foi perseguido e encarcerado pelo governo de Plutarco Elías Calles; Enrique Flores Magón, que considerava  que a revolucão social mexicana não havia terminado ainda pode viver em segurança até a presidência de Lázaro Cárdenas.
A Federação Anarquista Mexicana, fundada em 1941 e ativa por cerca de 40 anos editou o periódico Regeneración e difundiu o pensamento magonista. 
Na década de 1980 o magonismo sobreviveu entre coletivos de jovens anarcopunks.
No fim do século XX em 1994, quando o Exército Zapatista de Libertação Nacional, em Chiapas se revoltou pegando em armas, reivindicou para si a herança libertária dos Flores Magón. Em 1997 organizações indígenas e sociais, coletivos libertários e ajuntamentos municipais do estado de Oaxaca declararam o "Ano cidadão Ricardo Flores Magón" de 21 de novembro à 16 de setembro de 1998, a convocatória justificava:
- o magonismo é uma experiência que segue produzindo vida
- necessitamos estender sua obra entre nossas crianças e jovens
- o governo central não tem o direito de exclusividade sobre nossos dirigentes históricos
- Pelo que foi acordado e ratificado em nossas assembleias

Em agosto de 2000, impulsionadas por organizações indígenas do Estado de Oaxaca e grupos libertários da Cidade do México, foram celebradas as Jornadas Magonistas pelos 100 anos da fundação do periódico Regeneración.
Na rebelião popular de Oaxaca em 2006 participaram organizações e coletivos de jovens influenciados pelos ideais magonistas.